# Rocca di Samoclevo
La Rocca di Samoclevo è un castello medievale ormai in rovina che si trova sulle pendici del Monte Vesa a 983 m s.l.m. sopra l'abitato di Samoclevo, frazione del comune di Caldes in provincia di Trento.

## Storia

Vista della Rocca

La rocca risale probabilmente a un periodo antecedente al XII secolo. Veniva usata come postazione per il controllo dei traffici commerciali lungo la val di Sole e come sede del Giudizio della zona. Inizialmente faceva parte dei domini dei Caldesio, in seguito passò ai Cagnò e infine ai Thun.
Col tempo la rocca perse di importanza, finché nel XVII secolo fu definitivamente abbandonata e cadde in rovina. Fu acquistata da contadini che ne trasformarono una parte in abitazioni rurali.
Dal 2006 è tutelata dalla sovrintendenza per i beni culturali della provincia di Trento, ma ad oggi non è ancora partito alcun progetto di risanamento.

## Struttura

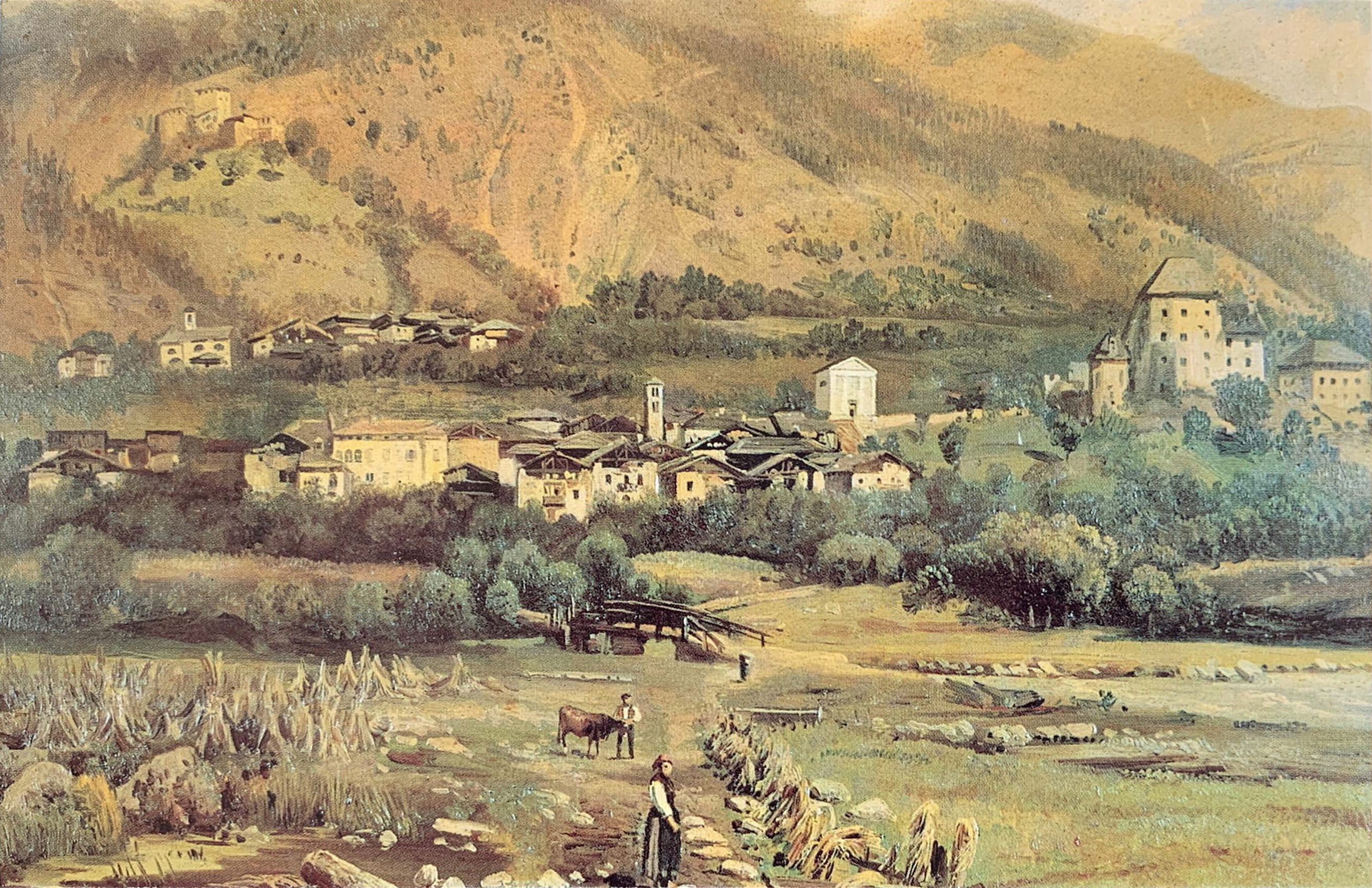
La Rocca di Samoclevo nell'opera Veduta di Caldes di Giovanni Battista Ferrari

La rocca era costituita originariamente soltanto da una casatorre quadrangolare. Nel '400 furono aggiunti una cappella, palazzi residenziali e delle mura a loro difesa. Dopo la riconversione ad uso rurale, solo i palazzi verso valle sono stati risanati e mantenuti abitabili, mentre le strutture vicino al mastio, compresa la cappella e le mura, sono state abbandonate ed usate anche come cava per materiale edilizio. Esse si trovano tutt'oggi allo stato di ruderi.
La rocca è raggiungibile con un sentiero dalla frazione di Samoclevo.